# Karlovačko
La Karlovačko è una delle birre più note in Croazia, ed è il marchio principale della fabbrica di birra Karlovačka Pivovara, che si trova a Karlovac (Croazia) e produce birra dal 1854; dal 2003 appartiene al gruppo Heineken e viene esportata in tutto il mondo. Nel 2005 gli è stata assegnata la medaglia d'oro alla fiera commerciale internazionale di Drinktec a Monaco di Baviera. Oltre questa birra, la fabbrica produce anche la Karlovačko Rally, una birra analcolica.